# Петров, Александр Петрович (учёный)
Алекса́ндр Петро́вич Петро́в (1 сентября 1910 года — 26 июля 1982 года) — советский учёный в области транспорта, доктор технических наук, профессор, член-корреспондент АН СССР. Герой Социалистического Труда (1966).

## Биография
Родился 1 сентября 1910 года в Москве. Отец — по образованию юрист-экономист, до революции работал помощником юрисконсульта Александровской железной дороги, присяжным поверенным, после революции устроился в Московский народный суд, затем работал в коммунальном хозяйстве в Хамовниках, занимался педагогической работой в системе Народного комиссариата путей сообщения СССР. Мать — домохозяйка.
В 1926 году окончил среднюю школу, затем Московский эксплуатационный техникум путей сообщения имени. После окончания обучения работал техническим конторщиком, заместителем начальника станции.
В 1934 году окончил Московский институт инженеров транспорта. 
С 1935 года работал в ЦНИИ Народного комиссариата путей сообщения старшим научным сотрудником. Одновременно с 1936 года преподавал в родном институте, а в 1938 году возглавил в нём кафедру «Организация движения поездов».
В начале Великой Отечественной войны по согласованию с Комитетом по делам высшей школы Петров был переведён в военно-мобилизационное управление НКПС, где выполнял задания по обеспечению перевозок оборонных и народнохозяйственных грузов.
С 1946 года — старшим научным сотрудником секции по научной разработке проблем транспорта АН СССР. 
В 1949 году он вернулся в научно-исследовательский институт Министерства путей сообщения СССР, где проработал вплоть до своей смерти.
На должности первого заместителя директора института Петров курировал работу аспирантуры. Он серьёзно относился к отбору поступающих, поддерживал постоянную связь с аспирантами, заботясь о гармоничном развитии будущих учёных.
В 1949 году ВАК СССР утвердила Александра Петровича в ученой степени доктора технических наук. Докторской диссертацией стала работа на тему «План формирования поездов (опыт, теория, методика расчетов)». Эта книга и сегодня используется специалистами по управлению движением поездов.
В 1950-е годы Петров серьёзно занялся транспортной кибернетикой, покинул должность заместителя директора ЦНИИ МПС и создал и возглавил отделение вычислительной техники, которым руководил в течение 20 лет. Именно тогда наряду с талантом учёного проявился и его талант научного организатора, создателя коллектива единомышленников.
23 октября 1953 года был избран членом-корреспондентом АН СССР.
Петрову удалось обосновать и сформулировать концепцию автоматизированной системы управления железнодорожным транспортом (АСУЖТ), разработать целевую программу по реализации её первой очереди.
С 1959 года — руководитель отделения вычислительной техники Всесоюзного научно-исследовательского института железнодорожного транспорта.
Александр Петрович одним из первых начал применять математические методы и вычислительную технику при решении транспортных задач, подготовил много специалистов по транспортной кибернетике, сумел организовать совместную работу инженеров-железнодорожников, математиков, специалистов по электронике и связи при решении актуальных задач управления перевозками.
Стал инициатором создания на дорогах первых вычислительных центров, ПКТБ АСУЖТ и организации в Министерстве путей сообщения Главного управления вычислительной техники.
Много сил и энергии отдал автоматизации решения конкретных задач, разработке систем, получивших признание и широкое применение, — по организации вагонопотоков, расчёту графиков движения, системы «Экспресс», АСУ сортировочной станции, оперативного управления перевозочным процессом на дорожном уровне и других.
Также занимался координацией разработок АСУ для других видов транспорта в нашей стране, координацией исследований по транспортной кибернетике на уровне СЭВ и ОСЖД.
Указом Президиума Верховного Совета СССР от 4 августа 1966 года за выдающиеся успехи, достигнутые в выполнении заданий семилетнего плана перевозок, развитии и технической реконструкции железных дорог Петрову Александру Петровичу присвоено звание Героя Социалистического Труда.
Петров состоял членом Научно-технического совета Министерства путей сообщения СССР, был председателем Научного совета АН СССР по комплексной проблеме управления транспортными процессами, заместителем председателя Ученого совета и председателем Ученого совета Секции Всесоюзного научно-исследовательского института железнодорожного транспорта, членом Научного совета Государственного Комитета Совета Министров СССР по науке и технике по проблеме «Комплексное развитие транспорта», а также Института комплексных транспортных проблем при Госплане СССР, членом экспертной комиссии ВАК СССР членом редколлегии журналов «Известия Академии наук СССР. Энергетика и транспорт» и «Вестник Всесоюзного научно-исследовательского института железнодорожного транспорта».
В 1975 году ушёл на пенсию. Жил в Москве. Скончался 26 июля 1982 года. 

Могила Петрова А. П.

Похоронен на Кунцевском кладбище.

## Награды и звания
- Медаль «Серп и Молот»
- Два ордена Ленина (1959, 1966)
- Два ордена Трудового Красного Знамени (1945, …)
- Два ордена «Знак Почёта» (1939, 1952)
- Медаль «За трудовую доблесть» (1942)[3]
- Медаль «За оборону Москвы» (1944)[3]
- Медаль «В ознаменование 100-летия со дня рождения Владимира Ильича Ленина»
- Медаль «За доблестный труд в Великой Отечественной войне 1941-1945 гг.» (1945)[3]
- Медаль «В память 800-летия Москвы»[3]
- Почётный железнодорожник
- другие награды